# Glenea sexpunctata
Glenea sexpunctata là một loài bọ cánh cứng trong họ Cerambycidae.